# Tmarus menglae
Tmarus menglae là một loài nhện trong họ Thomisidae.
Loài này thuộc chi Tmarus. Tmarus menglae được miêu tả năm 1994 bởi Da-xiang Song & Zhao.